# Pardosa atropalpis
Pardosa atropalpis är en spindelart som beskrevs av Gravely 1924. Pardosa atropalpis ingår i släktet Pardosa och familjen vargspindlar. Inga underarter finns listade i Catalogue of Life.